# Harry Vaulkhard

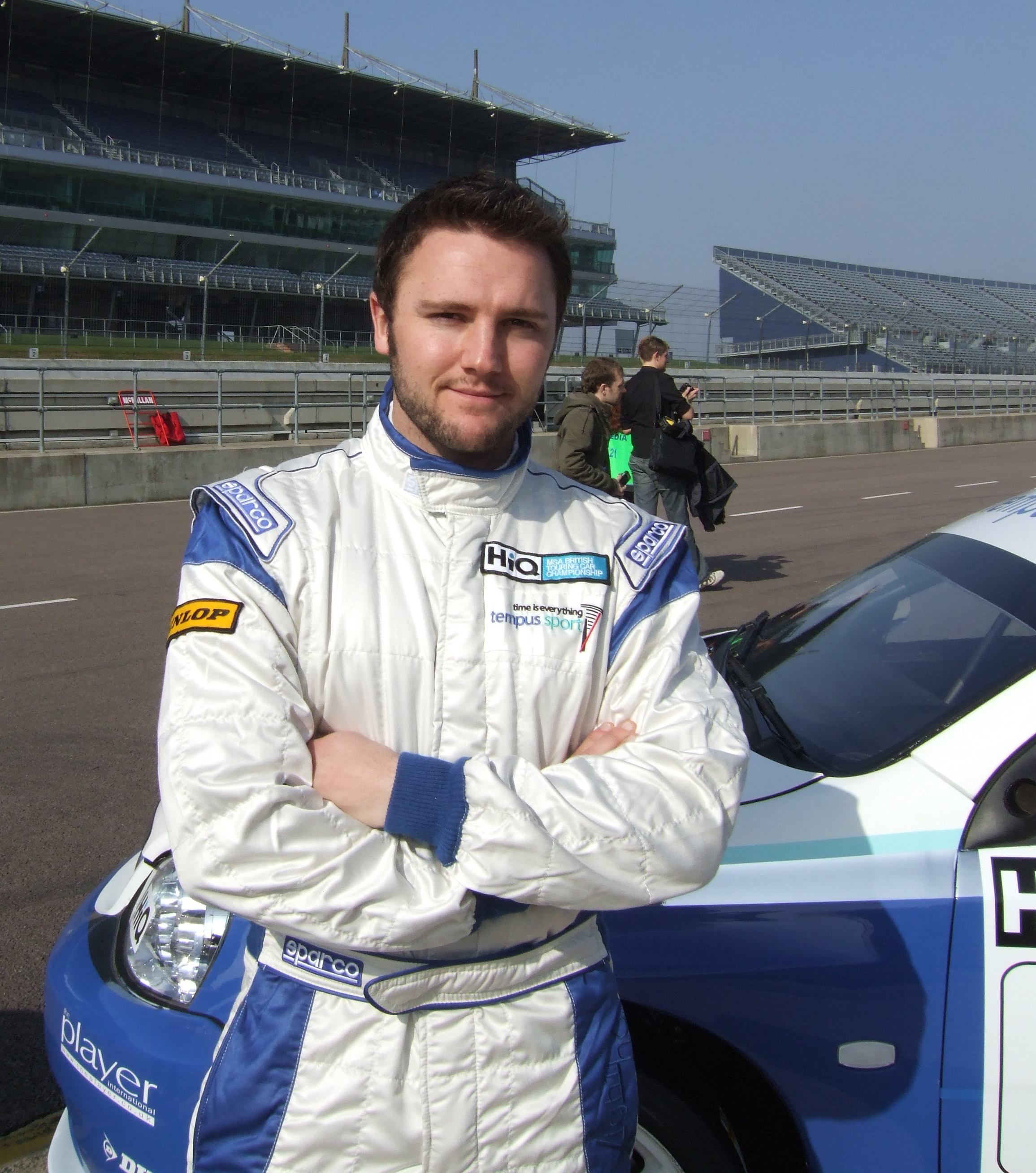
Harry Vaulkhard 2009

Harry Vaulkhard (* 14. Oktober 1985 in Newcastle upon Tyne, England) ist ein britischer Rennfahrer. Sein Vater Nigel war ebenfalls Rennfahrer.

## Karriere

### Karrierebeginn

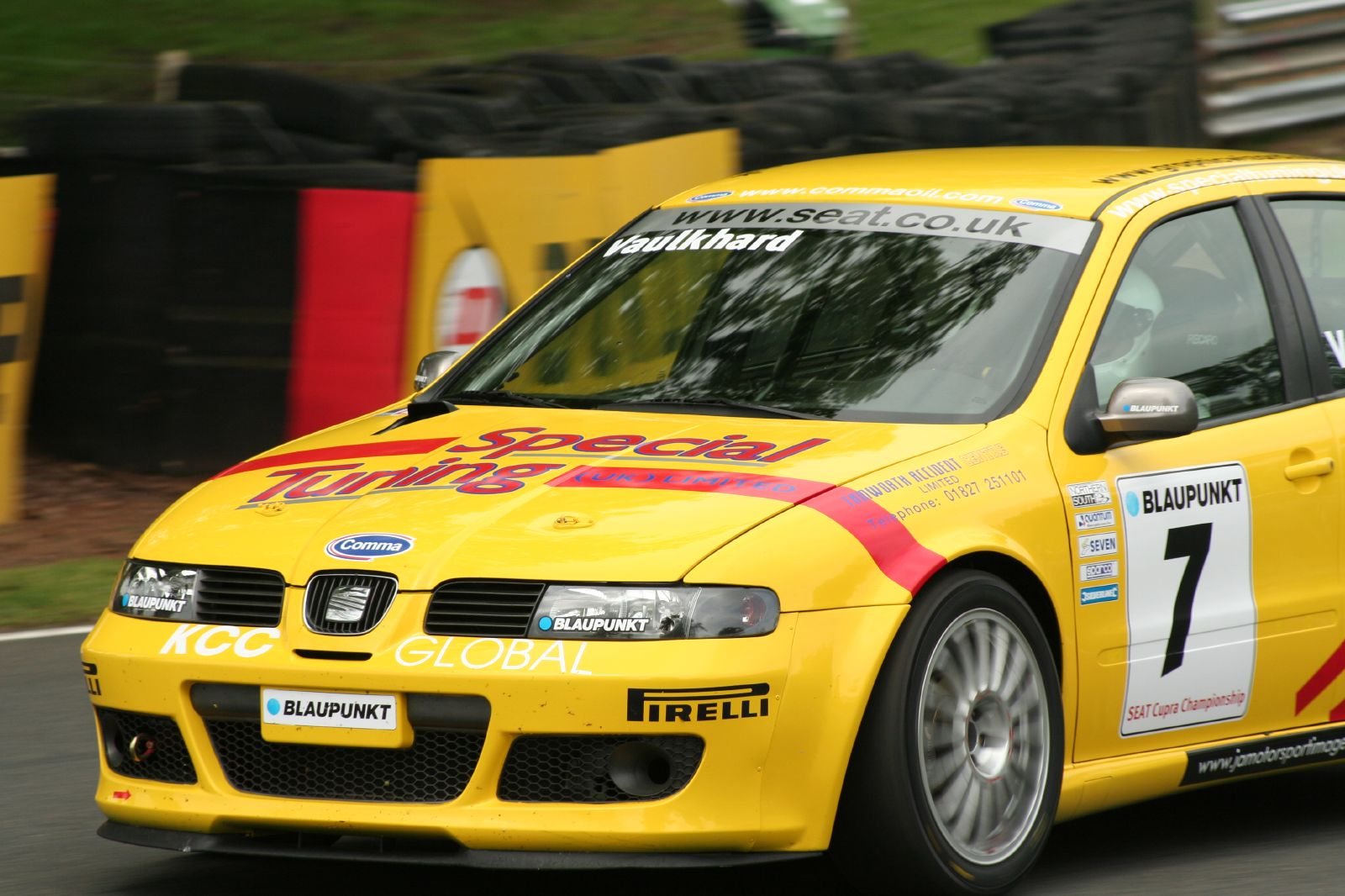
Harry Vaulkhard 2006 im Seat Cupra Cup

Vaulkard nahm zunächst an Motocrossrennen teil, bis er 2004 in den Automobilsport wechselte. Dabei ging er anfangs in der Northern Sports & Saloon Championship an den Start. 2005 wechselte er zu JS Motorsport in den Seat Cupra Cup. Nachdem er 2005 zunächst den elften und 2006 den neunten Platz in der Meisterschaft belegt hatte, konnte er 2007 seinen bisher größten Erfolg feiern: er beendete 16 von 20 Rennen der Leon-Cupra-R-Klasse auf dem Podium und gewann schließlich die Meisterschaft in seiner Klasse.

### Britische Tourenwagen-Meisterschaft
Zur Saison 2008 stieg Vaulkhard in die britischen Tourenwagen-Meisterschaft ein, in der er einen Chevrolet Lacetti für Robertshaw Racing steuerte. Er erzielte zwei Punkte und belegte am Ende der Saison den 19. Gesamtrang sowie den neunten Platz in der Privatfahrerwertung. Im darauffolgenden Jahr trat Robertshaw Racing nicht mehr an. Die Fahrzeuge wechselten zum Team Tempus Sport, aus dem zu Saisonhalbzeit Bamboo Engineering wurde. Vaulkhard erzielte 22 Punkte und erreichte damit in der Meisterschaft Platz 16.

### Tourenwagen-Weltmeisterschaft
Zur Saison 2010 stieg Bamboo Engineering mit zwei Chevrolet Lacetti in die Tourenwagen-Weltmeisterschaft ein. Bamboo-Pilot Vaulkhard gab damit ebenfalls sein Debüt in der Weltmeisterschaft. Sein Teamkollege ist Darryl O’Young.